# In Den Haag daar woont een graaf

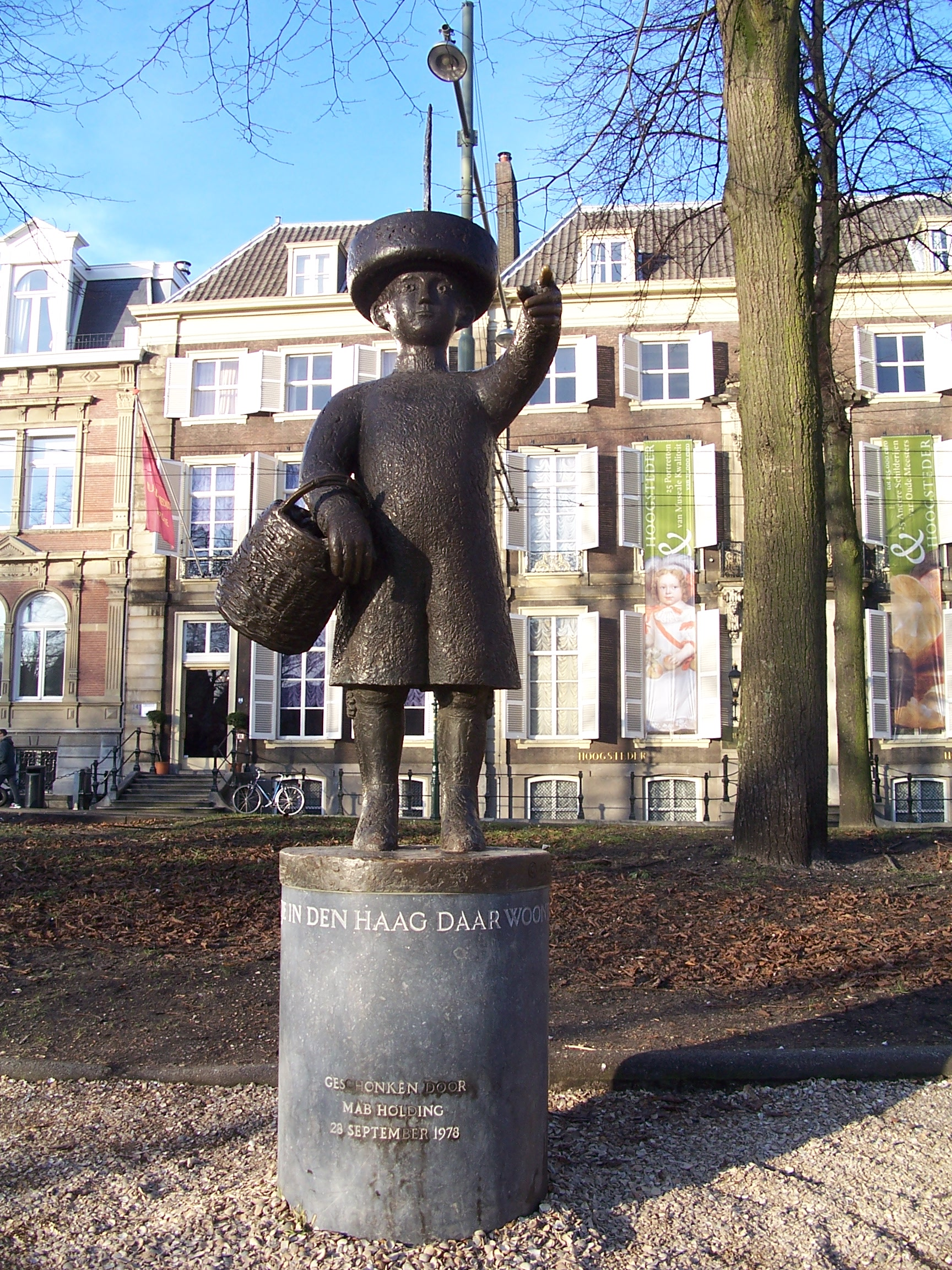
Standbeeld naar het liedje 'In Den Haag daar woont een graaf', in 1976 gemaakt door Ivo Coljé, opgesteld naast de Hofvijver in Den Haag.

In Den Haag daar woont een graaf is een bekend kinderliedje. 

## Oudste vindplaatsen van het liedje
De oudste bron met dit liedje in de Nederlandse Liederenbank van het Meertens Instituut is de handschriftencollectie van het Bureau van het Nederlandse Volkseigen, die is verzameld rond 1850. Als toelichting wordt gegeven dat het gaat om een kringversje. De Handschriftencollectie van G.J. Boekenoogen, verzameld in de periode 1891-1930, geeft 21 treffers van dit liedje. 
Het oudste liedboekje waarin het liedje is afgedrukt, is Nederlandsche baker- en kinderrijmen, verzameld door J. van Vloten (1871; 4e druk 1894).
De melodie van het lied is dezelfde als die van Tussen Keulen en Parijs. De melodie komt grotendeels (met name begin en eind) overeen met de Harlinger Manna. Deze is terug te vinden in de Zangwijzen van Oud-Nederlandse Volksliederen, in het handschrift Maatschappij tot bevordering der Toonkunst van ca. 1730.

### Ouderdom van het liedje
Dat de oudste vindplaatsen teruggaan in de negentiende eeuw, wil niet zeggen dat het liedje uit deze periode stamt. Sinds halverwege de negentiende eeuw werden er, onder invloed van de Romantiek, veel volksliedjes verzameld en uitgegeven. Het liedje kan echter ouder zijn en in de mondelinge overlevering lange tijd zijn doorgegeven, voordat het voor het eerst werd opgetekend.

## Tekst en muzieknotatie
Volksliedjes kennen, door hun mondelinge overlevering, vaak vele (regionale en/of tijdgebonden) varianten in zowel tekst als melodie. De huidige tekst van het liedje gaat gewoonlijk als volgt.
  InDen Haag daar woont een graaf  enzijn zoon heet Jan- tje 
 Alsje vraagt: Waar  woont je pa? dan wijst hij  met zijn hand- je 
 met zijn vin-ger-tje enzijn duim.  Opzijn hoed draagt  hijeen pluim 
 Aan zijn arm een mand-  je. Dag, mijn lie-ve Jan- tje. 

### Varianten
Het liedboek Nederlandsche Baker- en Kinderrijmen, J. van Vloten (1871), bevat een variant van het liedje. Zowel de slotregels verschillen als de melodie.
In Den Haag, daar woont een graaf,
en zijn zoon hiet Jantje,
als je vraagt: waar woont je pa?
Dan wijst hij met zijn handje,
Eerst met zijn vinger en dan met zijn duim;
Hij heeft een jagersmutsje op
Met een huzarenpluim.
In de vierde gewijzigde druk van het boek van Van Vloten (met melodieën) uit 1894, staat een versie die alleen nog maar op kleine punten afwijkt van de huidige gangbare versie.

## Historische achtergrond
Als het liedje over een historische persoon is, dan moet dat Jan I (1284-1299), zoon van graaf Floris V van Holland zijn. Hij is de enige Jan uit het huis van Holland die, als oudste zoon, graaf werd. Het is echter allerminst zeker of hij wordt bedoeld met de Jantje uit het lied. Wellicht gaat het liedje over een jongere zoon of helemaal niet over een historische figuur. 

## Standbeeld
In 1976 maakte de Haagse kunstenaar Ivo Coljé een standbeeld naar het kinderliedje In Den Haag daar woont een graaf. Het werd een bronzen jongetje met een hoed met een pluim en aan zijn arm een mandje met paddenstoelen. Het werd in 1978 geplaatst op de Lange Vijverberg in Den Haag. Het jongetje wijst met zijn vinger naar het Binnenhof, eertijds de zetel van graven van Holland. Op de sokkel staat "In Den Haag daar woont een graaf en zijn zoon heet Jantje".

## Trivia
- Het is een van de liedjes waarnaar Drs. P verwijst in zijn lied Dodenrit (1974).
- In 1998 werd ter gelegenheid van het 750-jarig bestaan van Den Haag een serie van vijf munten uitgegeven. Op de voorzijde stond steeds een deel van het versje, op de achterzijde de ooievaar die al sinds de zestiende eeuw voorkomt in het wapen van Den Haag.[4][5]
- Rudy Kousbroek schreef een versie in nep-Frans: Inde nage d’art vaut – ne t’aggrave – Haine. Sein: zône étanche. Ah, le sévrage! Taverne vaut ne t’y es pas! Veste émette sein, hanche. Médecin-vinaigre, tiens! Nain St.-Elme. Obscène août drague taille en plume, Anse énorme, aimant chien, Dame-en-lit vaillant chien!